# حمله روز صفر (مجموعه تلویزیونی تایوانی)
حمله روز صفر (به انگلیسی: Zero Day Attack؛ به چینی: 零日攻擊؛ پین‌یین: Língrì gōngjí) یک مجموعهٔ تلویزیونی علمی-تخیلی و سیاسی محصول تایوان است که در سال ۲۰۲۵ منتشر شد. این سریال با حمایت وزارت فرهنگ تایوان و مشارکت ارتش، به‌صورت داستانی حملهٔ احتمالی ارتش آزادی‌بخش خلق چین به تایوان را به تصویر.

## داستان
در آستانهٔ انتقال قدرت سیاسی در تایوان، رئیس‌جمهور سالخورده شکست می‌خورد و یک زن جوان (با بازی جنت هسیه) به‌عنوان رئیس‌جمهور جدید انتخاب می‌شود. در همین زمان، یک هواپیمای ضدزیردریایی چین در آب‌های جنوب شرقی تایوان سقوط می‌کند. این حادثه به‌عنوان عملیات پرچم دروغین تلقی می‌شود. چین با بهانهٔ عملیات جست‌وجو و نجات، محاصرهٔ دریایی جزیره را آغاز می‌کند که باعث توقف کامل تجارت بین‌المللی، سقوط بازار بورس و هجوم مردم به بانک‌ها می‌شود. ارتش تایوان آمادهٔ مقابله می‌شود و کشورهای خارجی شروع به تخلیهٔ شهروندان خود می‌کنند.

## تولید
این سریال در دسامبر ۲۰۲۲ آغاز شد و از جنگ روسیه و اوکراین و مانورهای نظامی چین الهام گرفته است. فیلم‌برداری اصلی از مارس تا نوامبر ۲۰۲۴ انجام شد. ارتش تایوان در تولید مشارکت داشت و از تجهیزات واقعی مانند ناو جنگی و خودروهای زرهی CM-32 استفاده شد. هر قسمت توسط کارگردانی متفاوت ساخته شده و چنگ هسین‌می یکی از نویسندگان قسمت‌هاست.

## واکنش‌ها
نشریهٔ Small Wars Journal این سریال را نمونه‌ای از جنگ ترکیبی مدرن دانست که تاکتیک‌های نظامی، عملیات سایبری، جنگ روانی و بهره‌برداری از آسیب‌پذیری‌های اجتماعی را ترکیب می‌کند. وال‌استریت ژورنال نیز آن را «نگاهی صمیمی به جامعهٔ تایوان و مقدمه‌ای ارزشمند بر یک بحران جهانی احتمالی» توصیف کرد.
برخی سیاستمداران حزب کومینتانگ این سریال را به ایجاد فضای وحشت و تبلیغات دولتی متهم کردند. سخنگوی وزارت دفاع چین نیز آن را «فروش ترس از جنگ» نامید.